# 肖蒙站
肖蒙站是法国的一个铁路车站，位于法国东北部城市，上马恩省省会肖蒙。

## 位置
肖蒙站位于肖蒙市区的中部。车站大致呈东西走向，开口朝北。肖蒙站南侧为铁路编组站，无出入口，前往车站南侧的乘客需通过铁路东侧的高架桥绕行。
以铁路为界，肖蒙市区被分为了南北两大部分，其中北侧为老城区，南侧为居民区。

## 站台设置
| 北↑ |      |               | 主站房               |
|     | 侧式 |               |                      |
| 1道 |      | 过路车/始发车 | 屈尔蒙-沙兰德雷方向→ |
| 2道 |      | 过路车        | ←特鲁瓦方向          |
|     | 岛式 |               |                      |
| 3道 |      | 过路车        |                      |
| 南↓ |      |               |                      |

## 停靠线路
以下列车线路在肖蒙站停靠：
| 肖蒙站列车线路表                 |            |                       |                        |              |
| 线路                             | 车种       | 上一站                | 下一站                 | 大致运行频率 |
| 巴黎—屈尔蒙-沙朗德雷             | INTERCITÉS | 奥布河畔巴尔          | 朗格勒                 | 每天2趟左右  |
| 巴黎—贝尔福                      | INTERCITÉS | 特鲁瓦/奥布河畔巴尔   | 朗格勒/沃苏勒          | 每天4趟左右  |
| 巴黎—贝尔福                      | INTERCITÉS | 奥布河畔巴尔          | 朗格勒/屈尔蒙-沙朗德雷 | 每天1趟左右  |
| 巴黎/特鲁瓦—第戎                 | INTERCITÉS | 特鲁瓦/奥布河畔巴尔   | 朗格勒                 | 每天5趟左右  |
| 兰斯—第戎                        | INTERCITÉS | 茹安维尔              | 朗格勒                 | 每天1趟      |
| 兰斯—肖蒙/屈尔蒙-沙朗德雷/第戎   | TER        | 茹安维尔/弗龙克勒     | （终点）/朗格勒        | 每天3趟左右  |
| 圣迪济耶—肖蒙                    | TER        | 博洛涅                | （终点）               | 每天1~2趟    |
| 特鲁瓦/肖蒙—屈尔蒙-夏朗德雷/第戎 | TER        | 奥布河畔巴尔/（起点） | 朗格勒                 | 每天3趟左右  |
| 1.                               |            |                       |                        |              |

## 配套交通

### 长途客运
肖蒙站对应的大巴车上下车地点位于车站西侧。
| 停靠肖蒙站的大巴车 |                  |                                                                                |
| 上下车地点         | 运营单位         | 主要目的地                                                                     |
| 肖蒙站西侧         | 上马恩省城际客运 | 诺让、讷沙托、朗格勒                                                           |
| 肖蒙站西侧         | SNCF             | 圣迪济耶（当某条铁路线施工或罢工时，SNCF可能会提供途径该线路沿途站点的大巴车） |
| 1. 2. 3.           |                  |                                                                                |

### 市内交通
| 肖蒙站附近的公交线路 |            |                                                           |
| 公交车站名称         | 位置       | 停靠线路                                                  |
| Gare SNCF            | 肖蒙站前方 | 肖蒙公交1~6路（市区线）及所有字母编号的公交线路（郊区线） |
| 1.                   |            |                                                           |

### 社会车辆
肖蒙站正门和西侧均设有大型露天停车场。

## 临近车站
| 肖蒙站（Gare de Chaumont）     |                           |                   |
| 上行车站                       | 线路                      | 下行车站          |
| 奥布河畔巴尔站 41.2km ←        | 巴黎－米卢斯铁路          | 朗格勒站 → 34.8km |
| 博洛涅站 13.9km ←              | 布莱姆-欧西涅蒙－肖蒙铁路 | （终点）          |
| - 本表仅显示运营中的线路及车站 |                           |                   |